# Bettenhausen (Glan-Münchweiler)
Bettenhausen ist ein Ortsteil der Gemeinde Glan-Münchweiler im Landkreis Kusel in Rheinland-Pfalz. Bis 1969 war er eine selbständige Gemeinde.

## Lage
Bettenhausen liegt im Nordpfälzer Bergland am rechten Ufer des Glan gegenüber dem Hauptort Glan-Münchweiler. Es handelt sich ursprünglich um ein Straßendorf an der heute „Bettenhausen“ bzw. „Bettenhausener Straße“ genannten Straße, welche Glan-Münchweiler mit Niedermohr verbindet. Südlich des Siedlungsgebietes mündet gegenüber dem Ort von links der Eichenbach in den Glan.

## Geschichte
Der Ort wurde erstmals 1393 urkundlich als „Bottenhausen“ erwähnt. Bis Ende des 18. Jahrhunderts gehörte Bettenhausen zur Kurpfalz. Von 1798 bis 1814, als die Pfalz Teil der Französischen Republik (bis 1804) und anschließend Teil des Napoleonischen Kaiserreichs war, war der Ort in den Kanton Landstuhl eingegliedert; zu dieser Zeit bildete er mit Niedermohr eine Gemeinde und unterstand der Mairie Obermohr. 1815 hatte der Ort 158 Einwohner. Im selben Jahr wurde der Ort Österreich zugeschlagen. Bereits ein Jahr später wechselte der Ort wie die gesamte Pfalz in das Königreich Bayern. 1818 war Bettenhausen die kleinste, sich selbst verwaltende bayerische Gemeinde. Von 1818 bis 1862 gehörte er dem Landkommissariat Homburg an; aus diesem ging das Bezirksamt Homburg  hervor.
Da ein Teil des Bezirksamts – einschließlich Homburg selbst – 1920 dem neu geschaffenen Saargebiet zugeschlagen wurde, wechselte Bettenhausen ins Bezirksamt Kaiserslautern und wurde bis 1938 von einer in Landstuhl ansässigen Bezirksamtsaußenstelle verwaltet. 1928 hatte Bettenhausen 64 Einwohner, die in zehn Wohngebäuden lebten. Ab 1939 war der Ort Bestandteil des Landkreises Kaiserslautern. Nach dem Zweiten Weltkrieg wurde Bettenhausen innerhalb der französischen Besatzungszone Teil des damals neu gebildeten Landes Rheinland-Pfalz. Bis 1969 gehörte Bettenhausen zur Bürgermeisterei Niedermohr.
Im Zuge der ersten rheinland-pfälzischen Verwaltungsreform wurde die bis dahin eigenständige Gemeinde Bettenhausen am 7. Juni 1969 aus dem Landkreis Kaiserslautern aus- und in den Landkreis Kusel eingegliedert. Gleichzeitig wurde aus den Gemeinden Glan-Münchweiler und Bettenhausen die heutige Ortsgemeinde Glan-Münchweiler neu gebildet. Bettenhausen wurde seither durch mehrere Neubaugebiete erweitert.

## Religion
Die zeitweise vor Ort lebenden Juden wurden in Gries bestattet. 1928 waren 60 Einwohner protestantisch und vier katholisch. Die Protestanten gehörten seinerzeit zur Pfarrei von Glan-Münchweiler, die Katholiken zu derjenigen von Kirchmohr. Juden lebten bereits zu diesem Zeitpunkt nicht mehr im Ort.

## Wappen
| Wappen von Bettenhausen | Blasonierung: „Das Wappen der ehemaligen Gemeinde Bettenhausen zeigt in der oberen Hälfte einen halben blauen Löwen mit gelber Zunge und gelben Krallen auf silbernem Grund, in der unteren Hälfte einen silbernen Pfahl auf blauem Grund.“ |
| Wappen von Bettenhausen | |

## Kultur und Sehenswürdigkeiten
Im Ort Bettenhausen befinden sich  drei der insgesamt zehn Objekte, die in Glan-Münchweiler unter Denkmalschutz stehen, darunter die Alte Mühle am Glan und der Bauernhof Rüb. Außerdem befindet sich am Kreisel kurz vor Bettenhausen ein Rhönrad-Denkmal zu Ehren seines Erfinders Otto Feick, der zeitweise im Ort wohnte.

## Infrastruktur
Die Bundesstraße 423 streift den nordwestlichen Siedlungsrand. Lediglich wenige hundert Meter vom Ort entfernt befindet sich der Bahnhof Glan-Münchweiler an der Bahnstrecke Landstuhl–Kusel.